# Heracles in het seizoen 1967/68
Het seizoen 1967/1968 was het 14e jaar in het bestaan van de Almelose voetbalclub Heracles. De club kwam uit in de Eerste divisie en eindigde daarin op de 11e plaats. Tevens deed de club mee aan het toernooi om de KNVB beker, hierin werd het team in de groepsfase uitgeschakeld.

## Wedstrijdstatistieken

### Eerste divisie
|       | AZ '67 | Blauw-Wit | FC Den Bosch '67 | SC Cambuur | D.F.C. | Eindhoven | Elinkwijk | Haarlem | Holland Sport | HVC   | RBC   | RCH   | SVV   | Velox | Vitesse | De Volewijckers | FC VVV | Willem II |
| ----- | ------ | --------- | ---------------- | ---------- | ------ | --------- | --------- | ------- | ------------- | ----- | ----- | ----- | ----- | ----- | ------- | --------------- | ------ | --------- |
| Thuis | 1 – 0  | 0 – 2     | 1 – 1            | 2 – 0      | 2 – 2  | 3 – 0     | 3 – 1     | 1 – 1   | 0 – 1         | 3 – 1 | 1 – 0 | 1 – 1 | 1 – 0 | 6 – 0 | 3 – 1   | 1 – 0           | 3 – 0  | 0 – 1     |
| Uit   | 2 – 0  | 2 – 0     | 3 – 2            | 0 – 0      | 1 – 1  | 1 – 1     | 1 – 0     | 1 – 1   | 4 – 2         | 0 – 2 | 0 – 0 | 3 – 2 | 2 – 2 | 1 – 2 | 2 – 1   | 0 – 0           | 7 – 1  | 3 – 1     |

### KNVB beker
| Groepsfase                                        | De Graafschap                       | 2 – 0 (1 – 0) | Heracles          |
| 31 december 1967 Plaats: Doetinchem De Vijverberg | Henk Overgoor 19' Franz Möllers 84' |               |                   |
| Groepsfase                                        | FC Twente                           | 1 – 0 (0 – 0) | Heracles          |
| 19 maart 1968 Plaats: Enschede Het Diekman        | Dick van Dijk 48' (pen.)            |               |                   |
| Groepsfase                                        | Heracles                            | 1 – 1 (1 – 0) | SC Drente         |
| 24 maart 1968 Plaats: Almelo Bornsestraat         | Hans Stapper 15'                    |               | 67' Bennie Kracht |

## Statistieken Heracles 1967/1968

### Eindstand Heracles in de Nederlandse Eerste divisie 1967 / 1968
| Stand | Gespeeld | Gewonnen | Gelijk | Verloren | Punten | Doelpunten voor | Doelpunten tegen |
| ----- | -------- | -------- | ------ | -------- | ------ | --------------- | ---------------- |
| 13e   | 36       | 13       | 11     | 12       | 37     | 49              | 45               |

### Topscorers
| #                    | Naam             | Goal |
| -------------------- | ---------------- | ---- |
| 1.                   | Herman Morsink   | 19   |
| 2.                   | Flip Stapper     | 9    |
| 3.                   | André Hulshorst  | 6    |
| 4.                   | Jan Veneberg     | 5    |
| 5.                   | Herman van Dalen | 2    |
| 5.                   | Gerrit Pesman    | 2    |
| 7.                   | Wolfram Arnthof  | 1    |
| 7.                   | Hans Roordink    | 1    |
| 7.                   | Hans Stapper     | 1    |
| 7.                   | Sietze Veen      | 1    |
| Onbekende doelpunten |                  |      |
| –                    | Onbekend         | 2    |
| Totaal               | Totaal           | 49   |

| #      | Naam         | Goal |
| ------ | ------------ | ---- |
| 1.     | Hans Stapper | 1    |
| Totaal | Totaal       | 1    |

## Voetnoten
AZ '67 ·
Blauw-Wit ·
Cambuur ·
FC Den Bosch '67 ·
D.F.C. ·
Elinkwijk ·
Eindhoven ·
Haarlem ·
Heracles ·
Holland Sport ·
HVC ·
RBC ·
RCH ·
SVV ·
Velox ·
Vitesse ·
De Volewijckers ·
FC VVV ·
Willem II